# Hans Podlipnik-Castillo
Hans Podlipnik-Castillo, né le 9 janvier 1988 à Santiago, est un joueur de tennis professionnel chilien.
Il atteint les quarts de finale en double au tournoi de Wimbledon 2017 à sa quatrième participation à un tournoi du Grand Chelem et remporte son premier titre ATP en 2018 à Quito.

## Carrière
Il détient le record du nombre de titres ITF acquis en une saison avec 9 trophées en 2014, à égalité avec
Mohamed Safwat et Riccardo Bellotti. Il a par ailleurs remporté 23 tournois en simple et 29 en double sur ce circuit.
Fin 2015, il fait son entrée dans le top 100 en double. De mauvais résultats sur le circuit Challenger en 2016 le poussent à délaisser peu à peu sa carrière en simple. En 2017, il crée la surprise en accédant aux quarts de finale à Wimbledon avec Andrei Vasilevski après avoir écarté deux têtes de série : Cabal/Farah et Klaasen/Ram.
Il a remporté 16 tournois Challenger en double depuis 2014 :
- 2014 : Meknès
- 2015 : Saint-Domingue, Verceil, Ostrava, Biella, Liberec, Campinas, São Paulo, Lima, Montevideo
- 2016 : Santiago, Turin, Cali
- 2017 : Happy Valley, Coblence, Chimkent

En simple, il a joué une finale à Poprad Tatry en 2015.
Membre régulier de l'équipe du Chili de Coupe Davis, il a disputé les barrages en 2016 et avait déjà participé à une rencontre du Groupe Mondial en 2009 contre la Croatie.

## Palmarès

### Titre en double
| No | Date       | Nom et lieu du tournoi | Catégorie | Dotation  | Surface      | Partenaire    | Finalistes                      | Score     |          |
| -- | ---------- | ---------------------- | --------- | --------- | ------------ | ------------- | ------------------------------- | --------- | -------- |
| 1  | 05-02-2018 | Ecuador Open Quito     | ATP 250   | 501 345 $ | Terre (ext.) | Nicolás Jarry | Austin Krajicek Jackson Withrow | 7-66, 6-3 | Parcours |

### Finale en double
| No | Date       | Nom et lieu du tournoi  | Catégorie | Dotation  | Surface      | Vainqueurs                   | Partenaire        | Score             |          |
| -- | ---------- | ----------------------- | --------- | --------- | ------------ | ---------------------------- | ----------------- | ----------------- | -------- |
| 1  | 31-07-2017 | Generali Open Kitzbühel | ATP 250   | 482 060 € | Terre (ext.) | Pablo Cuevas Guillermo Durán | Andrei Vasilevski | 6-4, 4-6, [12-10] | Parcours |

## Parcours dans les tournois duGrand Chelem

### En simple
N'a jamais participé à un tableau final.

### En double
| Année | Open d'Australie            | Open d'Australie            | Internationaux de France   | Internationaux de France | Wimbledon                   | Wimbledon                   | US Open                       | US Open                |
| ----- | --------------------------- | --------------------------- | -------------------------- | ------------------------ | --------------------------- | --------------------------- | ----------------------------- | ---------------------- |
| 2016  | 1er tour (1/32) N. Monroe   | P.-H. Herbert Nicolas Mahut | —                          | —                        | 2e tour (1/16) A. Martin    | R. Bopanna Florin Mergea    | 1er tour (1/32) Malek Jaziri  | Brian Baker M. Daniell |
| 2017  | —                           | —                           | —                          | —                        | 1/4 de finale A. Vasilevski | Nikola Mektić Franko Škugor | 1er tour (1/32) A. Vasilevski | A. Mannarino A. Seppi  |
| 2018  | 1/8 de finale A. Vasilevski | M. Daniell D. Inglot        | 1er tour (1/32) J. Withrow | Ivan Dodig Rajeev Ram    | 2e tour (1/16) M. Arévalo   | Raven Klaasen Michael Venus | —                             | —                      |
| 2019  | 1er tour (1/32) Guido Pella | Rajeev Ram Joe Salisbury    | —                          | —                        | —                           | —                           | —                             | —                      |

N.B. : le nom du partenaire se trouve sous le résultat ; le nom des ultimes adversaires se trouve à droite.

### En double mixte
| Année | Open d'Australie | Open d'Australie | Internationaux de France | Internationaux de France | Wimbledon                   | Wimbledon              | US Open | US Open |
| ----- | ---------------- | ---------------- | ------------------------ | ------------------------ | --------------------------- | ---------------------- | ------- | ------- |
| 2018  | —                | —                | —                        | —                        | 1er tour (1/32) L. Marozava | Zhang Shuai John Peers |         |         |

N.B. : le nom de la partenaire se trouve sous le résultat ; le nom des ultimes adversaires se trouve à droite.

## Classements ATP en fin de saison
| Année          | 2004 | 2005 | 2006 | 2007 | 2008 | 2009 | 2010 | 2011 | 2012 | 2013 | 2014 | 2015 | 2016 | 2017 | 2018 |
| Rang en simple | -    | -    | 1332 | 844  | 500  | 569  | 462  | 339  | 309  | 286  | 196  | 167  | 467  | 1072 | -    |
| Rang en double | 1752 | 1288 | 1304 | 476  | 392  | 599  | 262  | 297  | 412  | 372  | 273  | 73   | 86   | 58   | 70   |

Source : (en) Classements de Hans Podlipnik-Castillo sur le site officiel de la Fédération internationale de tennis